# Банковский (торговый комплекс)
Торговый комплекс «Банковский» — торговый центр, расположенный по адресу Екатеринбург, Театральный переулок, дом 5 / Банковский переулок, дом 4. Здание является образцом торгового дома конца XIX века в кирпичном стиле. Здание в качестве торгового дома построено Товариществом «Братья Макаровы» в 1889 году по проекту неизвестного архитектора.

## История
С 1723 года, с момента существования Екатеринбургской крепости, в её юго-западной части, рядом с московской заставой сформировалась торговая площадь с деревянным гостиным двором и различными торговыми рядами и лавками. К 1889 году торговая площадь была полностью застроена деревянными и каменными одно- и двухэтажными домами. Из городского справочника И. И. Симанова «Город Екатеринбург» 1889 года следует, что «главная торговая площадь в длину 190 сажен и шириною 140 сажен застроена каменными и деревянными корпусами лавок и двумя гостиными каменными дворами. Частично мощёна каменными плитами». Возле гостиного двора, в створе с его южными корпусами в 1880 году построена деревянная лавка екатеринбургского купца 1-й гильдии и фабриканта Ильи Ивановича Симанова. В 1887 году Илья Иванович продал участок и деревянную лавку братьям Макаровым. В феврале 1888 года братья Макаровы обратились в Екатеринбургскую городскую управу с просьбой утвердить проект каменного торгового здания на главной торговой площади, на месте деревянной лавки Симанова. Проект был утверждён Екатеринбургской городской думой 14 марта 1888 года, и здание построено в 1889 году на средства екатеринбургских купцов 2-й гильдии братьев Макаровых. Автор проекта неизвестен.
До 1920-х годов, в здании размещались торговые площадки, а и 1930 году располагалась школа нацменьшинств, в связи с чем была введена коридорная система на первом и на втором этажах. В 1936 году школа национальных меньшинств преобразована в рабочий факультет Педагогического университета. В 1937 году проведена перепланировка, возведены дополнительные перегородки, на втором этаже разместились общежитие и библиотека. На первом этаже расположились классы и кухня. Подвал заняли Союз «Плодоовощ» и картонажная фабрика. Пединститут владел зданием до 1944 года, когда его передали в ведение домоуправления. В 1940-е годы дом фактически использовался под коммунальное квартиры. В 1952 году сделана очередная перепланировка с устройством на первом и втором этажах антресолей общей площадью 200 квадратных метров. Эти антресоли сохранялись до 1980-х годов. В 1977 году здание перешло к фабрике «Одежда», которая в течение 1978—1979 годов занималась отселением жильцов и реконструкцией здания. Во время приспособления жилья под фабрику убраны антресольные этажи, вместо деревянного крыльца устроено железобетонное. В 1980-е годы открыты складские помещения. В 1990-х годы владельцы здания менялись несколько раз. В 1998 году новый собственник ООО «Партнеръ» провёл перепланировку и приспособил здание под магазины. В 2000-е годы проведена реконструкция главного входа, оборудован дополнительный вход с переулка Театральный, реконструирован мансардный этаж и ремонт помещений. Были установлены неоновые вывески, оформлены витрины первого этажа, выполнено дополнительное освещение входных групп, витрин и фасадов здания.

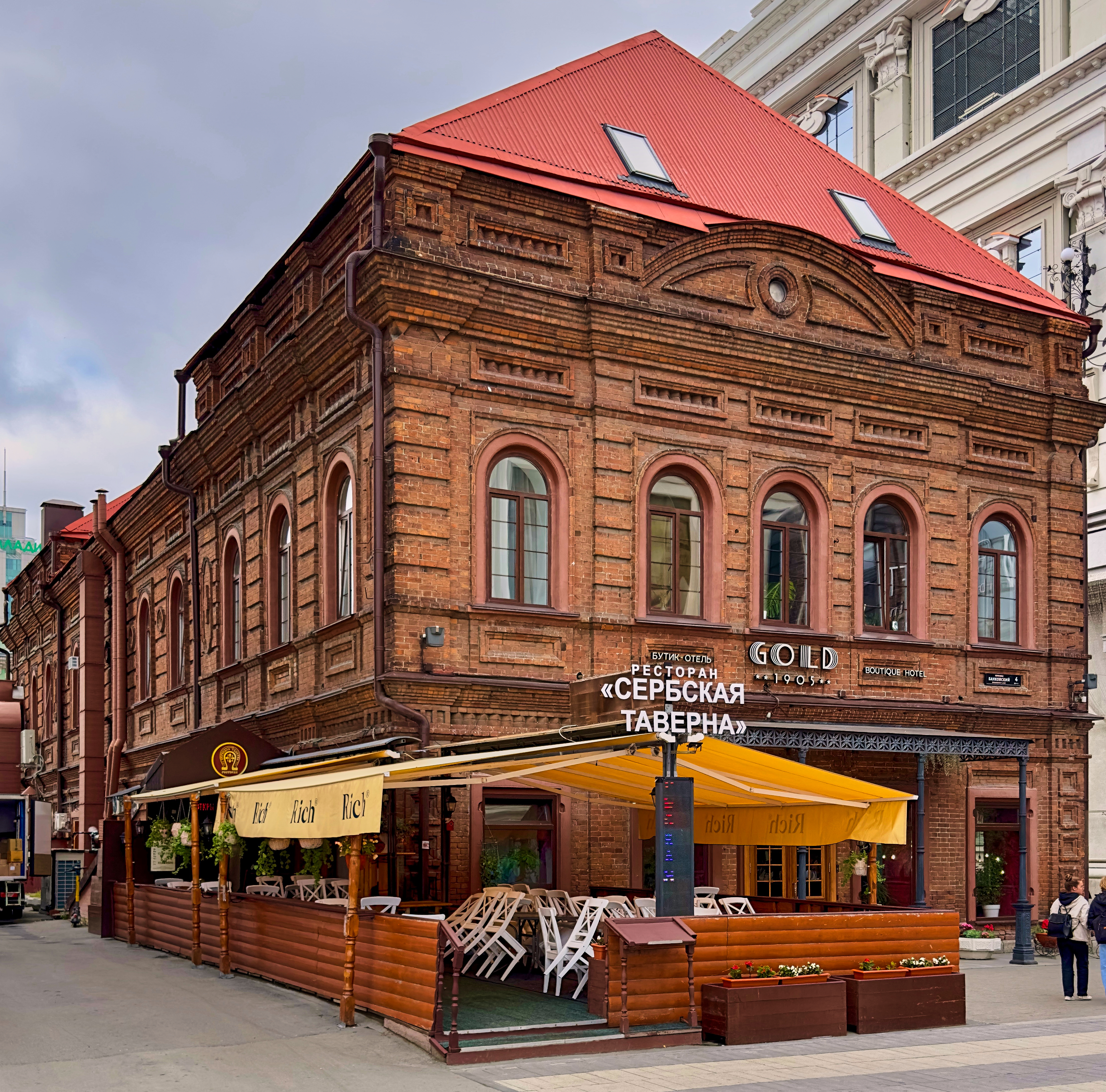
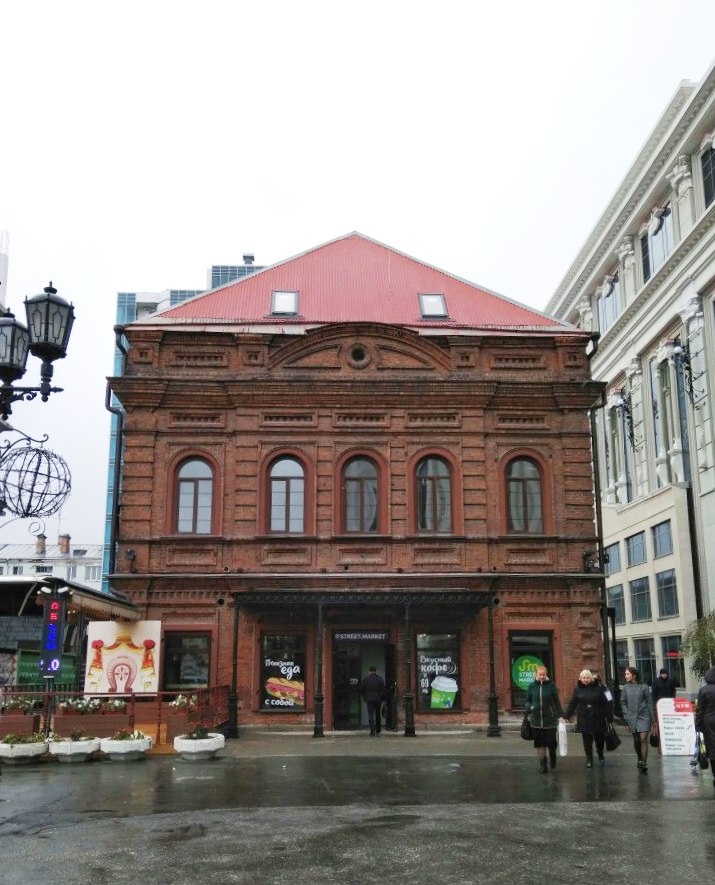
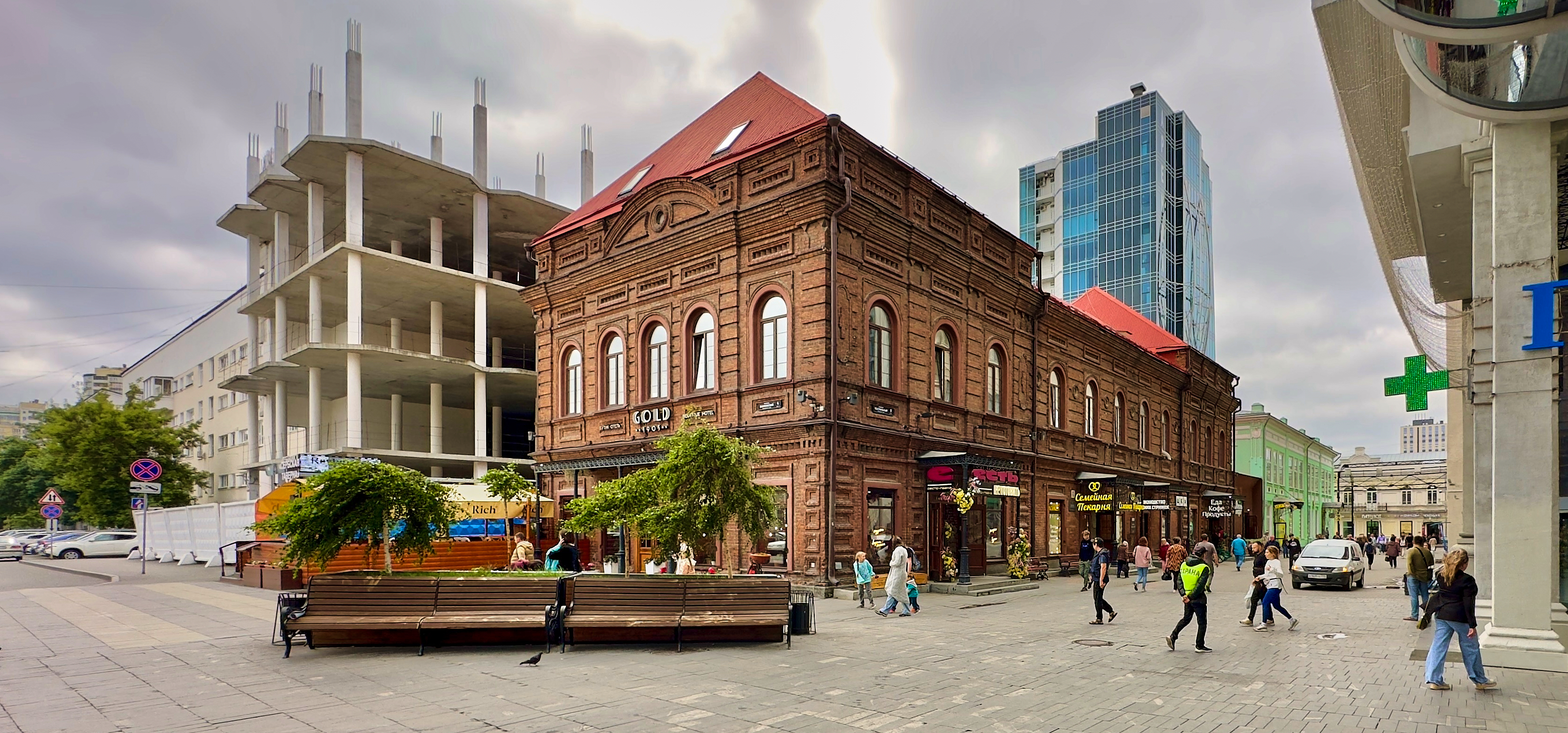
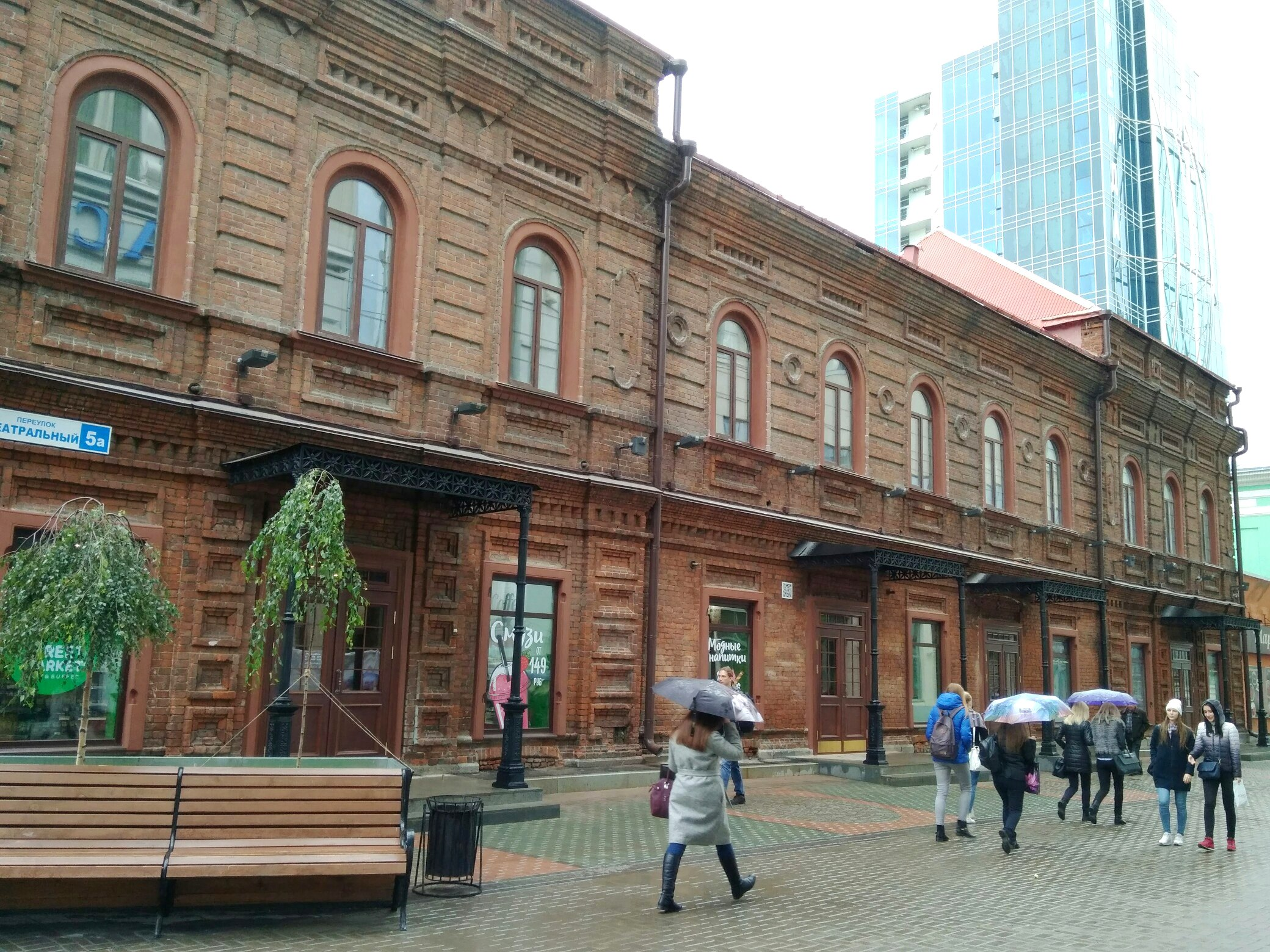

## Архитектура
Торговое двухэтажное здание выполнено в кирпичном стиле. Северный и южный фасады идентичны, имеют центральноосевую композицию с трёхчастной структурой. Фасад на уровне первого этажа разделён прямоугольными оконными и дверными проёмами со штукатурными наличниками. Лопатки украшены филёнками, а междуэтажный пояс сделан кирпичным поребриком. Полуциркульные окна второго этажа выделены штукатурными наличниками, в прямоугольные рамки по типу брамантовых окон, а подоконники филёнками. Лопатки боковых частей на втором этаже и стена центральной части сделаны рустом. Фриз выделен поребриком. Декор второго этажа дополнен круглыми кирпичными розетками и вертикальными филёнками с крестообразным декором. Восточный и западный фасады также идентичны и имеют трёхчастную структуру. Центральная часть сделана рустованными лопатками и лучковым фронтоном в уровне аттика. Углы фасадов с лопатками. Декор идентичен северному и южному фасаду. Здание является образцом торгового дома конца XIX века.

Архитекрурные элементы
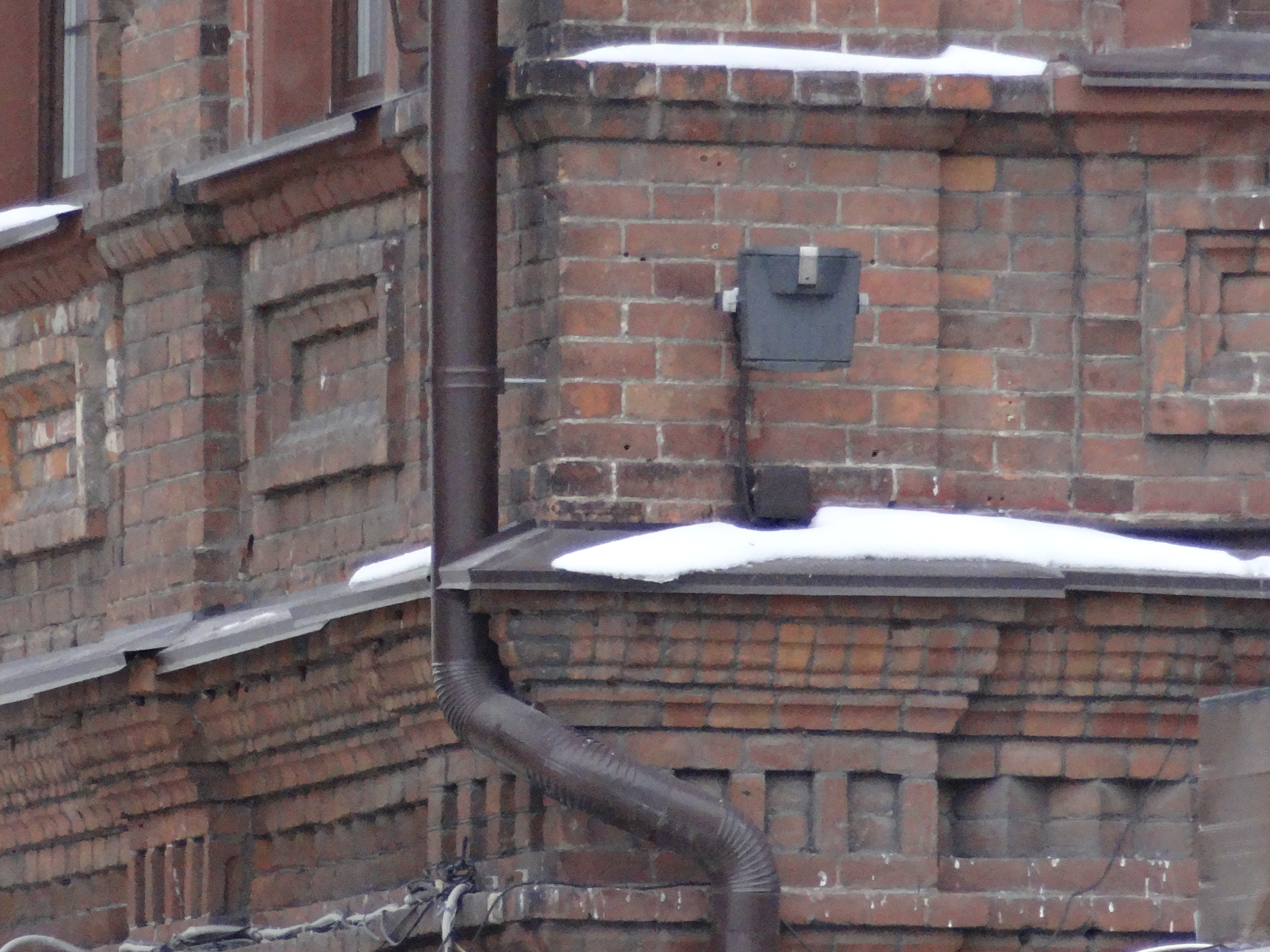
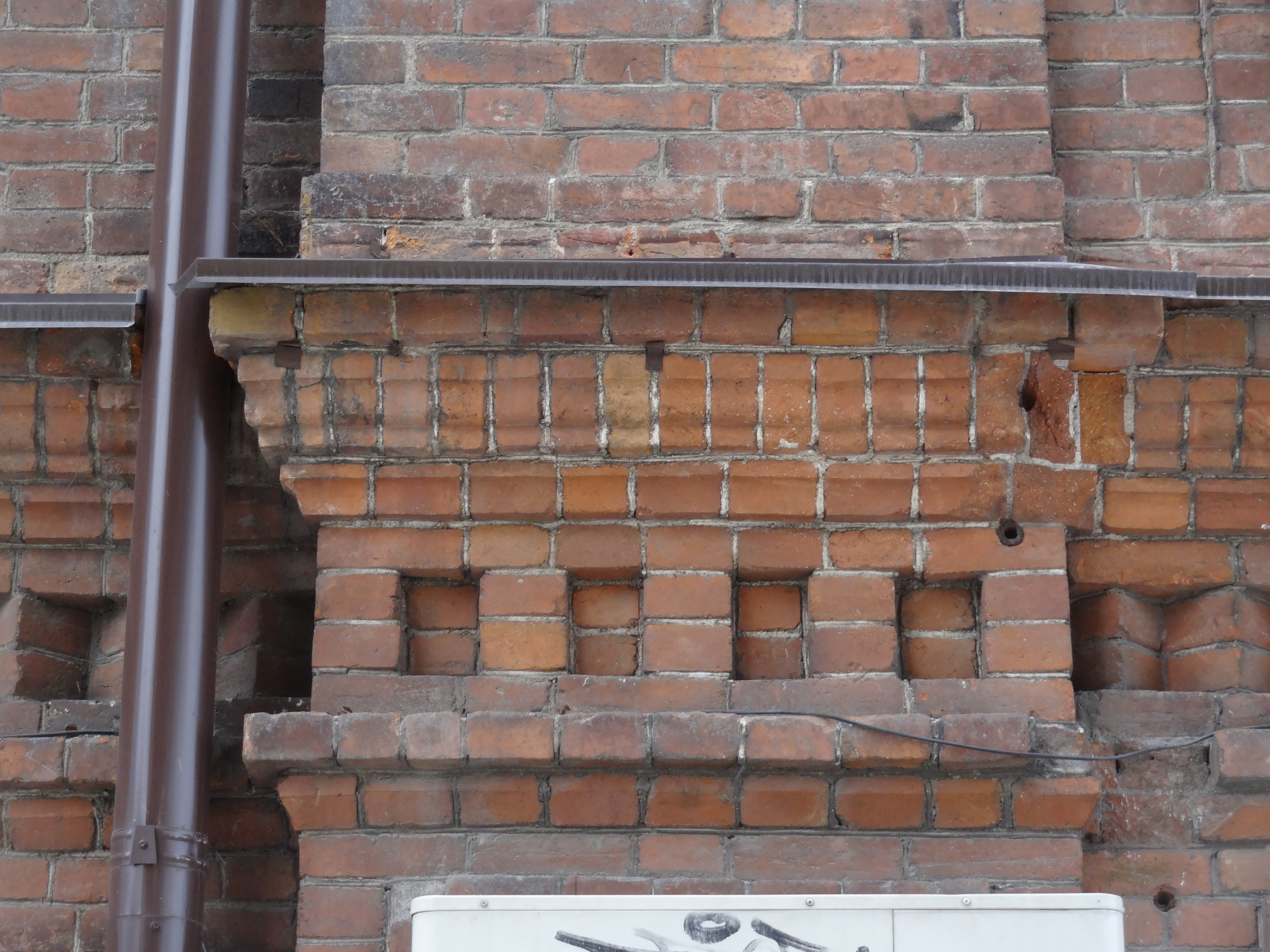
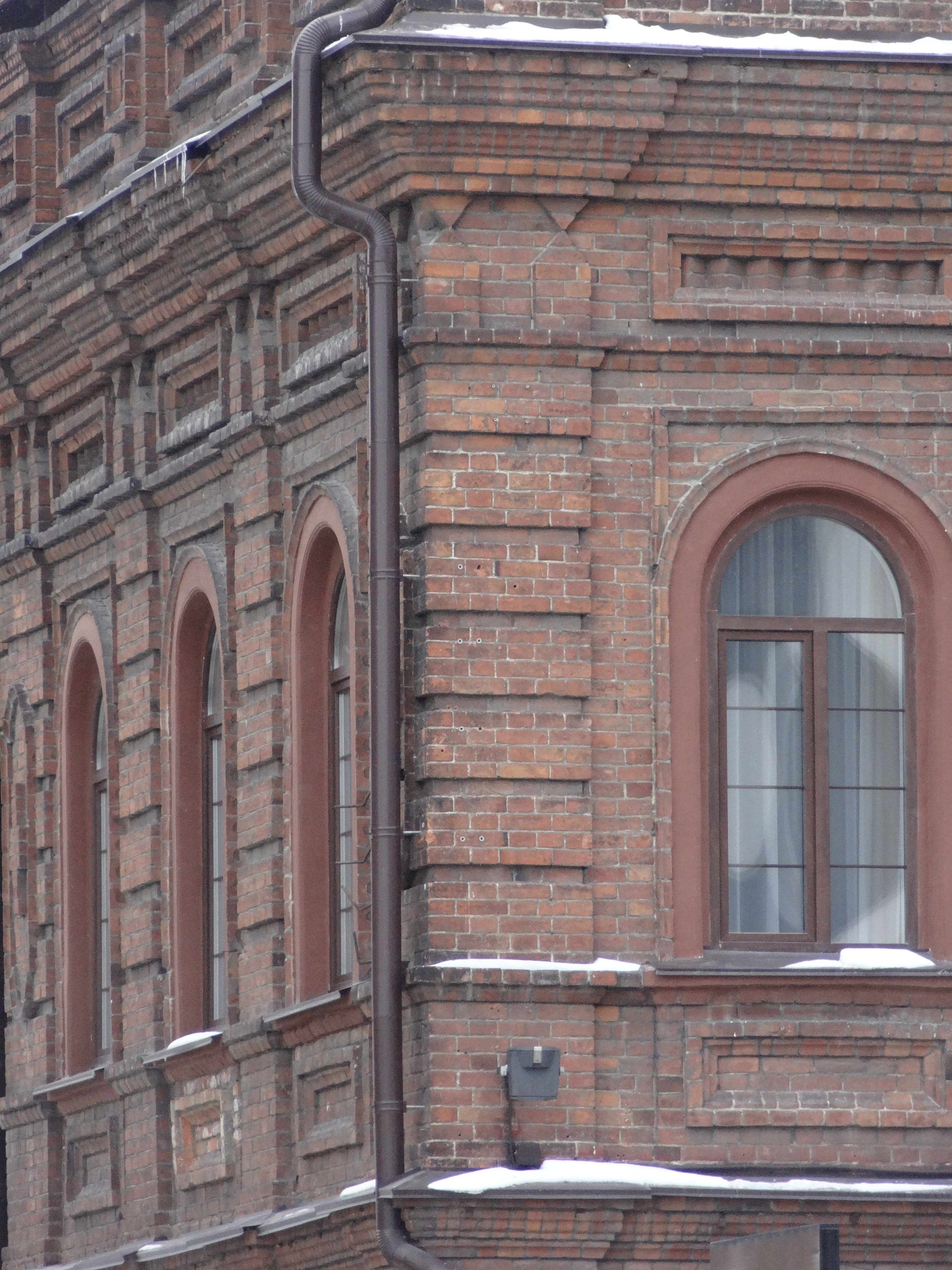
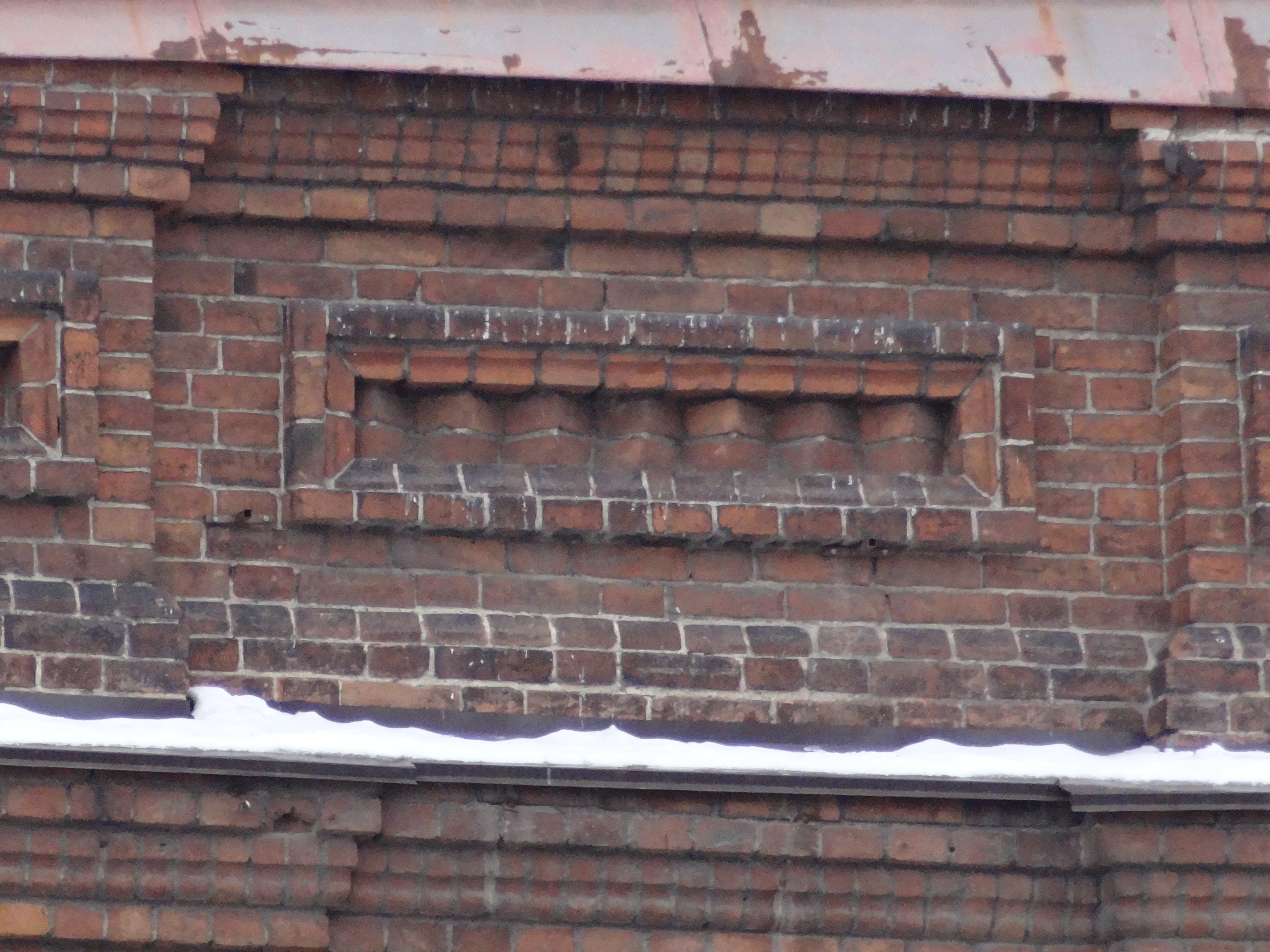
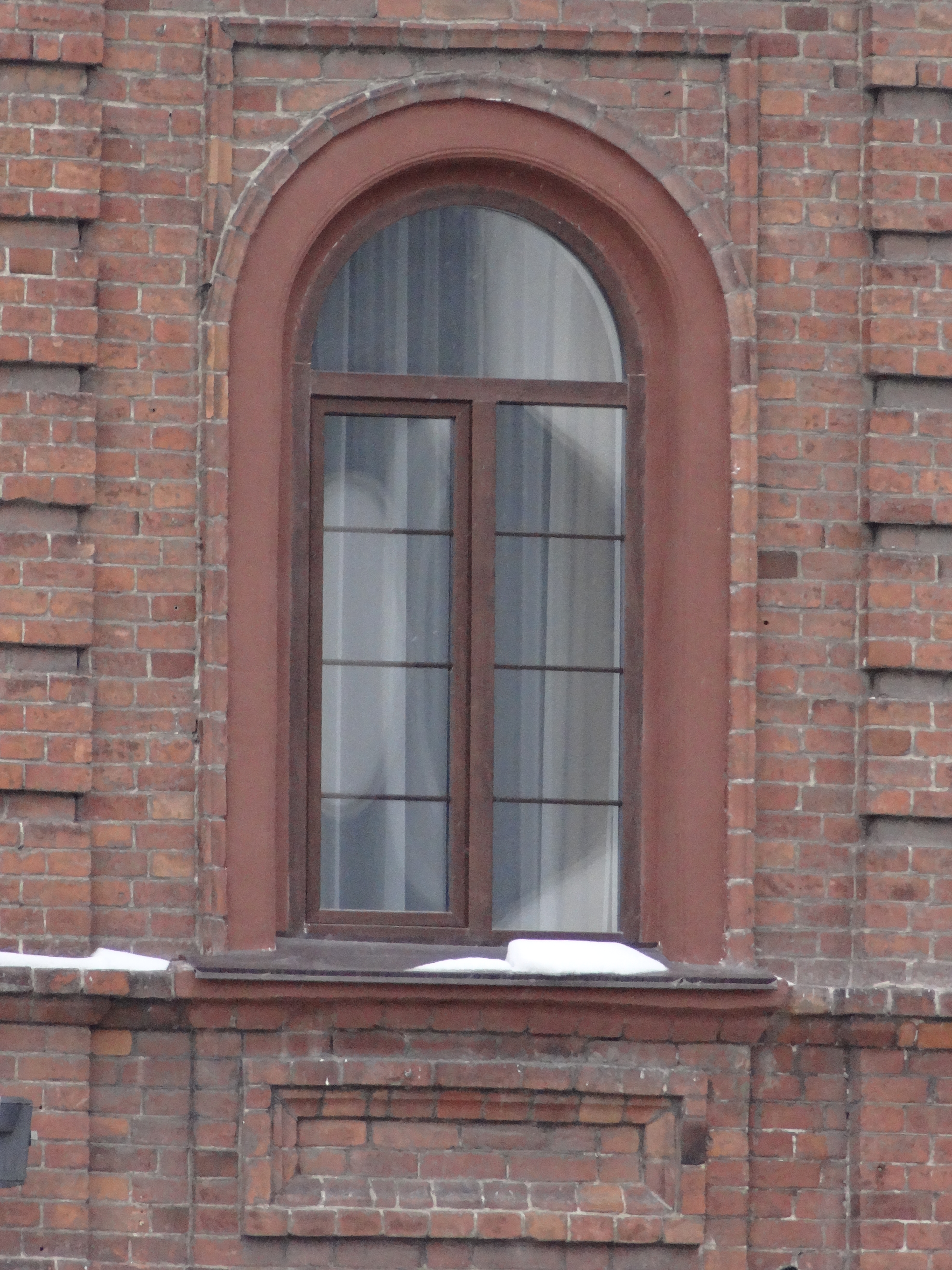
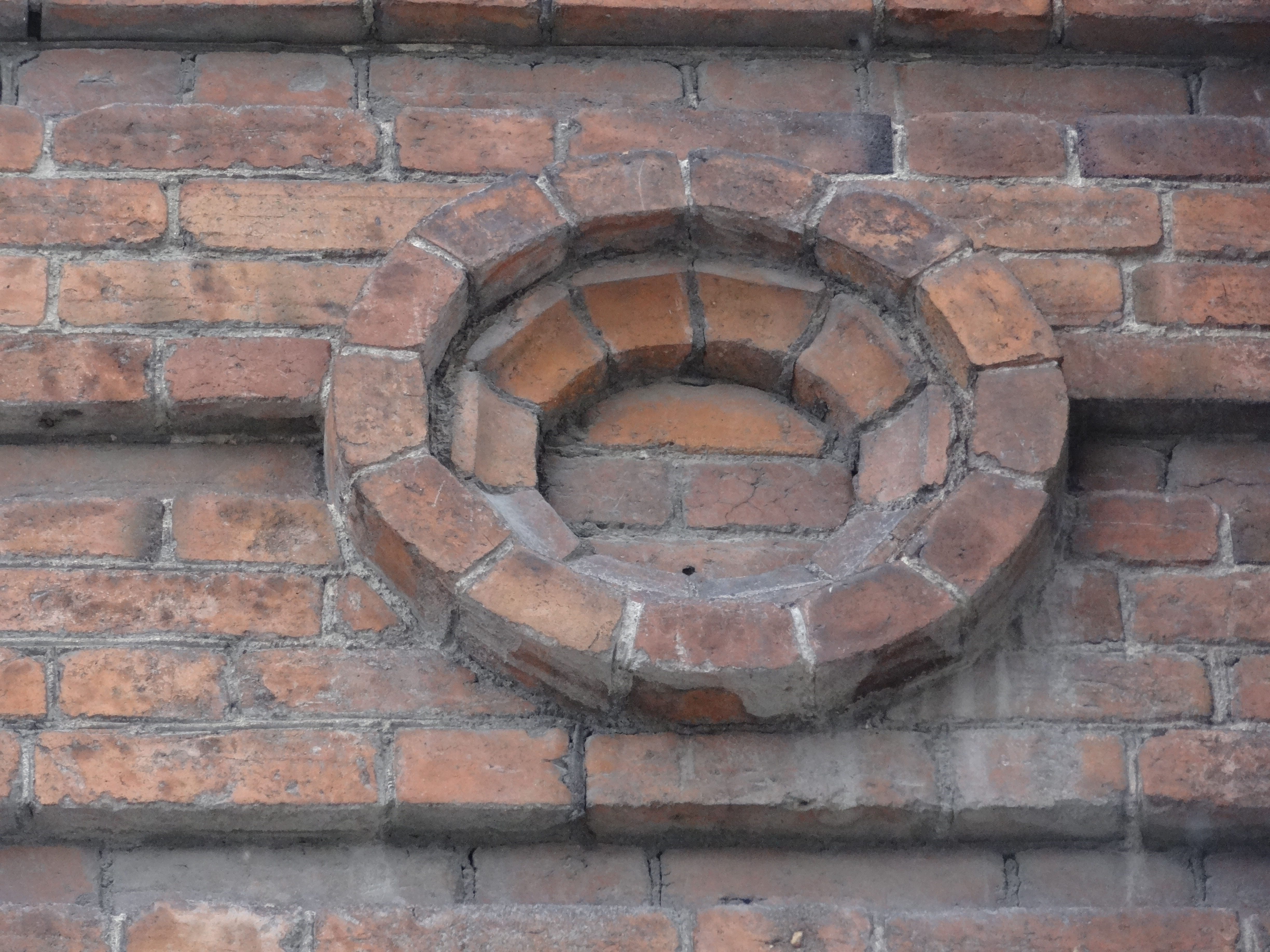